# Batalion ON „Starogard”

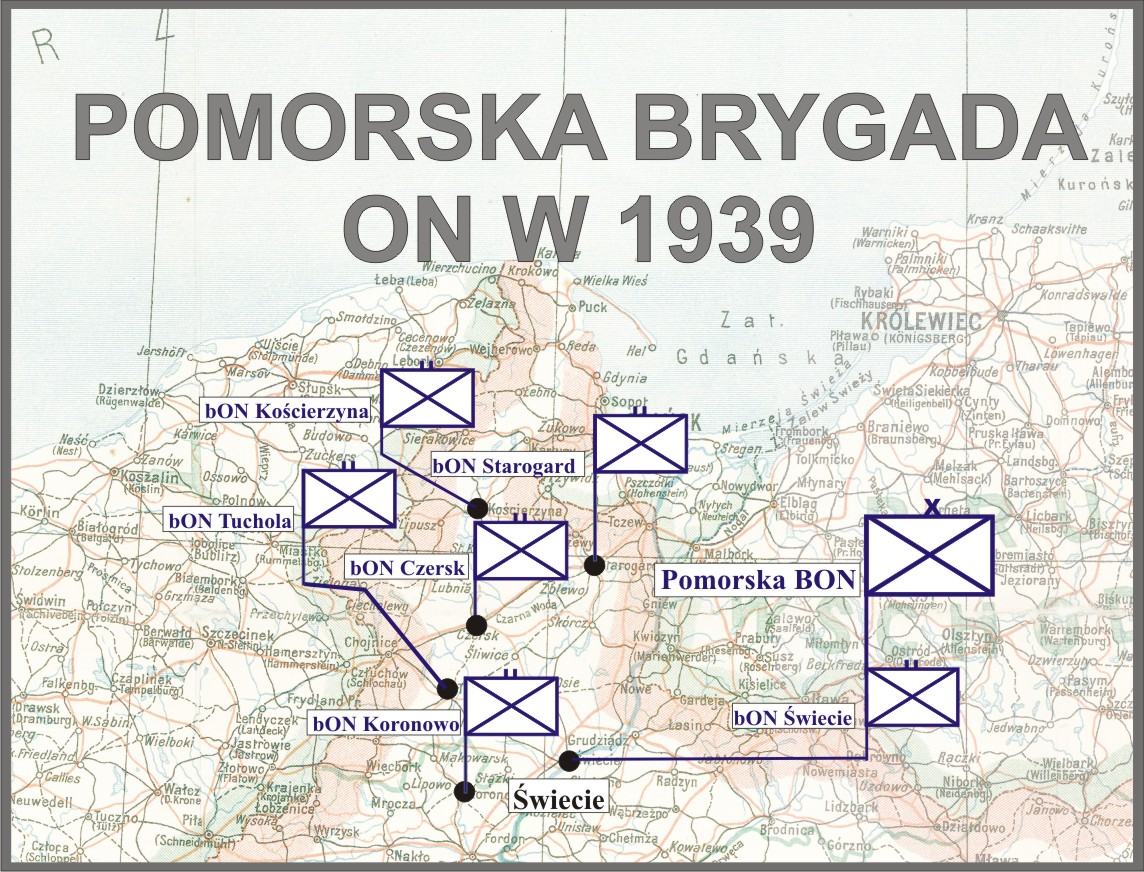
Pomorska Brygada ON

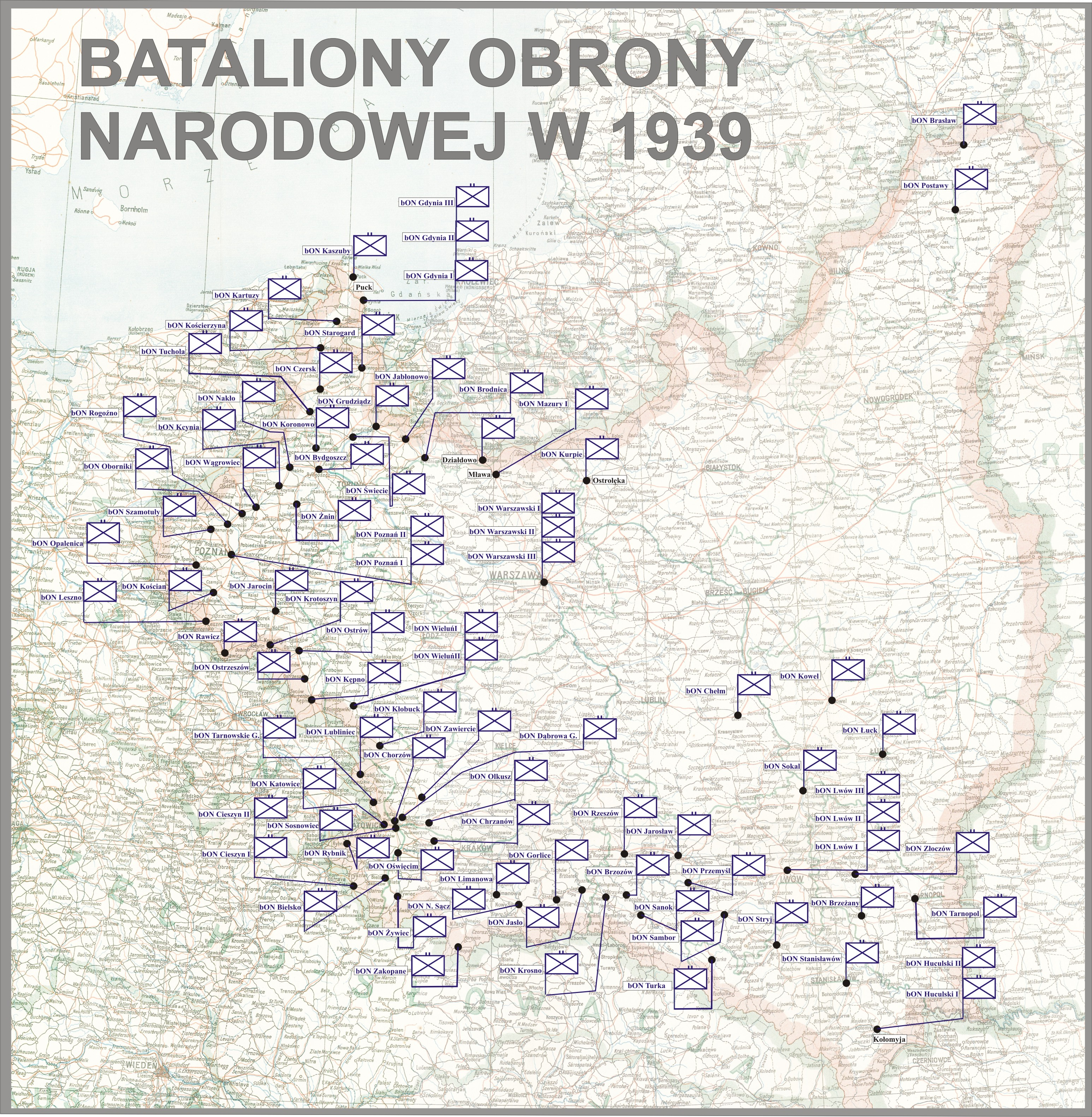
Obrona Narodowa w 1939

Starogardzki Batalion Obrony Narodowej (Batalion ON „Starogard”) batalion piechoty typ specjalny nr 82  – pododdział piechoty Wojska Polskiego II RP.

## Formowanie i zmiany organizacyjne
12 czerwca 1937 roku Departament Piechoty Ministerstwa Spraw Wojskowych wydał wytyczne do organizacji jednostek Obrony Narodowej. Zgodnie z wytycznymi przystąpiono między innymi do organizacji Gniewskiego batalionu ON. Batalion podporządkowano dowódcy Pomorskiej Brygady ON w Toruniu. Na podstawie pisma L.dz. 3708/Tjn. Generalnego Inspektora Sił Zbrojnych z 4 września tego roku w sprawie zmiany dyslokacji oddziałów Pomorskiej Brygady ON jednostka została przemianowana na Starogardzki batalion ON. Dowództwo batalionu, oddział zwiadowców i 1 kompania zostały ulokowane w Starogardzie,  2 kompania w Tczewie, natomiast 3 kompania w Gniewie. Formowanie zakończono pod koniec roku.
1 maja 1938 roku wszedł w życie plan mobilizacyjny „W”. Zgodnie z tym planem 65 Starogardzki pułk piechoty miał zmobilizować w mobilizacji alarmowej, w grupie jednostek oznaczonych kolorem niebieskim nową jednostkę pod nazwą „baon piechoty typ spec. nr 82”. Batalion ten miał powstać na bazie Starogardzkiego batalionu ON.
2 kwietnia 1939 roku dotychczasowa Pomorska Brygada ON została przemianowana na Chełmińską Brygadę ON z miejscem postoju dowództwa w Toruniu. Nowe dowództwo Pomorskiej Brygady ON zostało sformowane w Świeciu. Podporządkowano mu między innymi Starogardzki batalion ON. Jednocześnie, w tym samym miesiącu, Starogardzki batalion ON został przeformowany na etat batalionu ON typ II tzw. „pomorski”. Od wiosny (marca/kwietnia) 1939 roku kompania ON "Tczew" została wyłączona ze składu batalionu ON "Starogard" i podporządkowana bezpośrednio pod dowództwo 2 batalionu strzelców w Tczewie jako jego wzmocnienie z uwagi na czekające go zadania. W jej miejsce w końcu marca 1939 r. do Starogardu przybyła zmobilizowana z rezerwistów 3 batalionu strzelców w rejonie Warszawy 100 osobowy zawiązek 2 kompanii strzeleckiej z plutonem km. Pododdział ten pod dowództwem ppor. sł. st. Michała Chomickiego zakwaterowany został w koszarach 2 pułku szwoleżerów. Dowództwo 2 kompanii sprawowali kolejno od końca marca por. sł. st. Marian Spławski z 2 bs, a od 24 sierpnia por. sł. st. Antoni Marian Tysowski z 3 bs. 2 kompania strzelecka została w mobilizacji alarmowej 24 sierpnia uzupełniona oficerami i szeregowymi rezerwy z okolic Starogardu. Kompania ckm miała ponadetatowy IV pluton ckm (w stosunku do etatu batalionu piechoty typu specjalnego, organizacji wojennej nr 3017), który przybył z Rembertowa wraz z zawiązkami 2 kompanii strzeleckiej.
15 maja 1939 roku weszła w życie nowa wersja planu mobilizacyjnego „W”. W tej wersji planu batalion piechoty typ spec. nr 82 miał być mobilizowany w mobilizacji niejawnej, w grupie jednostek oznaczonych kolorem zielonym. Proces mobilizacji został rozłożony na trzy jednostki mobilizujące:
- Komenda Rejonu Uzupełnień Starogard mobilizowała w Starogardzie: dowództwo batalionu, pluton pionierów, pluton zwiadu, 1 kompanię strzelecką i kompanię karabinów maszynowych[9],
- 2 batalion strzelców mobilizował w Tczewie 2 kompanię strzelecką z dotychczasowej kompanii ON „Tczew”[10],
- 65 pułk piechoty, a konkretnie jego II batalion detaszowany w Gniewie mobilizował 3 kompanię strzelecką z dotychczasowej kompanii ON „Gniew”[11].

Zawiązkiem batalionu piechoty typ spec. nr 82 był batalion ON „Starogard”. Dowódca batalionu ON „Starogard” podlegał całkowicie i bezpośrednio pod względem mobilizacyjnym komendantowi rejonu uzupełnień. Za mobilizację pododdziałów batalionu w Starogardzie pod względem materiałowym był odpowiedzialny 2 pułk Szwoleżerów Rokitniańskich.Pod koniec sierpnia 1939 roku batalion został podporządkowany ppłk. Józefowi Popkowi, dowódcy 209 pułku piechoty. Razem z II batalionem 65 pułku piechoty i kompanią ON „Tczew” oraz 48 dywizjonem artylerii lekkiej tworzył Oddział Wydzielony „Wisła”, w składzie Armii „Pomorze”. Od 6 września w Toruniu wszedł w skład 24 pułku piechoty jako jego III batalion. 

## Batalion piechoty spec. nr 82 w kampanii wrześniowej
1 września 1939 batalion bronił zachodniego brzegu Wisły przed pododdziałami niemieckimi od strony Prus Wschodnich na odcinku; na południe od Gniewa do Opalenie. Jeden z plutonów był wysunięty na wschodni brzeg Wisły, w rejon Janowa. Pod naporem niemieckich patroli, pluton bez strat własnych wycofał się na zachodni brzeg Wisły wraz z osłanianą grupą ludności cywilnej. Przez cały dzień 82 batalion wzmocniony baterią 48 dywizjon artylerii lekkiej i plutonem zwiadu konnego 209 pp dozorował powierzony odcinek obrony. Podobnie 2 września batalion dozorował Wisłę, był intensywnie atakowany przez lotnictwo niemieckie. Wieczorem 2 września z uwagi na zajęcie Gniewa przez wojska niemieckie, batalion wycofał się na południe w kierunku Grudziądza, celem przeprawy na prawy brzeg Wisły. Ze względu na wysadzenie mostu pomaszerował w kierunku Świecia. Gdy mjr Emil Niemiec dowiedział się, że w Świeciu nie ma przeprawy przez Wisłę, a dalszy marsz jest niemożliwy, ze względu na odcięcie dróg odwrotu przez wojska niemieckie. W dniu 3 września od godz. 11.00 w rejonie Sartowic, 82 batalion piechoty przeprawił się na środkach podręcznych (4 łodziach) na prawy brzeg Wisły. Na brzegu zachodnim pozostały tabory. O zmierzchu pod rejon przeprawy podeszły jednostki niemieckiej 3 Dywizji Pancernej, które ostrzelały ostatnie pododdziały kończącego przeprawę batalionu. Nocą 3/4 września batalion pomaszerował w kierunku Torunia. 4 września w rejonie Wabcza, pododdziały batalionu stoczyły potyczkę z grupą niemieckich spadochroniarzy i dywersantów, wzięto kilku z nich do niewoli.        
W dniu 6 września po dojściu do Torunia 82 batalion piechoty został przyporządkowany 27 Dywizji Piechoty. 82 batalion piechoty wszedł w skład 24 pułku piechoty ppłk. dypl. Juliana Grudzińskiego jako jego III batalion. Zajął stanowiska w rejonie cegielni Rudak jako odwód pułku. W nocy 7/8 września batalion przemieścił się marszem do miejscowości Zalesie na północ od Turzna. Kolejnej nocy w składzie pułku poprzez Aleksandrów Kujawski, Nieszawa pomaszerował do rejonu Machnacz, Krzywa Góra. 24 pp zajął stanowiska obronne, a III batalion ponownie znalazł się w odwodzie w lesie Mikanowo. 27 DP rozwinęła swoje jednostki do czekającej ją walki z jednostkami niemieckiego III Korpusu Armijnego. Z uwagi na powyższe popołudniem 9 września i nocą 9/10 września nastąpiło przegrupowanie jednostek. Batalion III/24 pp został skierowany do odwodu dywizji z miejscem postoju we Dworze Smólsk. Z uwagi na przełamanie obrony batalionu I/22 pułku piechoty broniącego odcinka Wieniec-Nowy Młyn i wdarciu się oddziałów niemieckiej 50 DP na południowy brzeg rzeki Zgłowiączki, do kontrataku został wyznaczony III/24 pp. Batalion został wsparty kompanią zwiadu i plutonem artylerii piechoty 22 pp oraz ogniem 27 dywizjonu artylerii ciężkiej, baterii; 2/68 dywizjonu artylerii lekkiej, 6/9 pułku artylerii lekkiej z kierunku wsi Słone wyrzucił nieprzyjaciela z przyczółku za rzekę Zgłowiączkę i przywrócił poprzednią linię obrony. Po walce w nocy 10/11 września nastąpiło przegrupowanie dywizji. Od rana 11 września III/24 pp zajął stanowiska obronne w szykach 24 pp, wzdłuż rzeczki Przypolnej, od ujścia do rzeki Zgłowiączki, do szosy Brześć Kujawski-Włocławek. Od rana batalion prowadził walki obronne z oddziałami Brygady Piechoty „Netze“, był atakowany przez niemieckie lotnictwo. W późnych godzinach popołudniowych, silne niemieckie natarcie wzdłuż szosy Brześć Kuj.-Włocławek spowodowało przełamanie obrony batalionu na skrzydle i zmusiło, go do wycofania się. Batalion III/24 pp i sąsiedni II/24 pp były zmuszone do odwrotu, uległy też częściowemu rozproszeniu. Wykonanie zawał leśnych na szosie spowolniło niemieckie natarcie i w rezultacie spowodowało zatrzymanie go na wysokości folwarku Łuby. W dniu 12 września batalion III wraz z II batalionem były porządkowane, natomiast  reszta pułku prowadziła walki na odcinku obrony. 13 września III/24 pp wraz z resztą pułku przebywał w odwodzie, w rejonie Nowa Huta, Górki. Popołudniem i nocą 13/14 września bataliony III i II 24 pp przemaszerowały jako odwód 27 DP do rejonu Leśniewic. Następnie batalion III/24 pp dotarł do miejscowości Kozice jako odwód zajmującego pozycje obronne 23 pułku piechoty. 15 września wobec zaatakowania przez niemiecką 50 DP, pozycji 23 pułku piechoty odwodowy III/24 pp dokonał wypadu na oddziały niemieckie z rejonu Sokołowa, przez Zaborów w kierunku wsi Holendry. Po powrocie z tego rozpoznawczego wypadu, batalion przeszedł do odwodu 27 DP.        
Ze względu na przegrupowanie dywizji, w godzinach wieczornych batalion przeszedł z Leśniewic do Okolusz, osłaniając przemarsz całej dywizji z kierunku północnego. Na nowym miejscu organizował obronę do godzin popołudniowych 16 września. Następnie przez resztę dnia odpierał natarcia niemieckiej piechoty od strony Płocka. Kolejnymi zmiennymi rozkazami dowódcy Grupy Operacyjnej gen. bryg. Michała Karaszewicza-Tokarzewskiego wprowadzono zamieszanie i niepotrzebne przemarsze przemęczonych oddziałów. W trakcie dziennych przemarszów 17 września w rejonie dworu Studzieniec batalion III/24 pp został silnie zbombardowany. Batalion poniósł bardzo duże straty osobowe, lecz zachował spoistość organizacyjną. Nocą 17/18 września batalion dołączył do resztek 4 Dywizji Piechoty i wraz z jej oddziałami sforsował Bzurę w rejonie Łaźnia, Witkowice. Po sforsowaniu rzeki, 18 września walczył we wsi Łasice. Następnie z resztkami 14 pułku piechoty, 19 września przebił się do Puszczy Kampinoskiej pod Hilarowem. 21 września pozostałości batalionu dotarły do Warszawy. W obronie Warszawy, jako kompania pozostałości 82 batalionu piechoty walczyły w składzie 29 pułku piechoty na odcinku Zachodnim-Wola do 28 września.       

## Obsada personalna batalionu
Obsada personalna batalionu w marcu 1939 roku:
- dowódca batalionu – mjr Niemiec Emil (*)[b]
- dowódca 1 kompanii ON „Starogard” – kpt. Wincenty Marian Warszawski (*)[b]
- dowódca 2 kompanii ON „Tczew” – kpt. Stefan August Śliwa  (*)[b]
- dowódca 3 kompanii ON „Gniew” – kpt piech. Bolesław Klejment

Obsada personalna batalionu we wrześniu 1939
- dowódca batalionu – mjr Emil Niemiec

- adiutant batalionu – por. Marian Spławski
- lekarz batalionu - ppor. rez. lek. dr Franciszek Połom
- dowódca plutonu zwiadu (kolarzy) – ppor. rez. Edmund Sadowski[7]
- dowódca plutonu łączności – ppor. rez. Wacław Adam Rokitowski[7]
- dowódca plutonu pionierów - NN
- dowódca plutonu przeciwpancernego  NN

- dowódca 1 kompanii strzeleckiej (d. ON „Gniew”) - kpt. Stefan Śliwa (do 24 VIII 1939[7])[7]kpt. Mieczysław Teodorczyk
  - dowódca plutonu I/1 komp. - ppor. rez. Wojciech Reszka[7]
  - dowódca plutonu II/1 komp. – ppor. rez. Bernard Puppel[7] ppor. rez. Roman Walenty Macidłowski[23]
  - dowódca plutonu III/1 komp. - NN

- dowódca 2 kompanii strzeleckiej (sformowana z 3 bs) - kpt. Julian Tarnawski (odszedł z komp. ON „Tczew” do 2 bs[7])[7], por. Antoni Marian Tysowski
  - dowódca plutonu I/2 komp. - por. rez. Franciszek Czerwiński[23]
  - dowódca plutonu II/2 komp. – ppor. rez. Walenty Macidłowski[7]ppor. rez. Bernard Puppel[23]
  - dowódca plutonu III/2 komp. – ppor. rez. Leon Gończ[7]

- dowódca 3 kompanii strzeleckiej (d. ON Starogard) - kpt. st.sp. Wincenty Warszawski
  - dowódca plutonu I/3 komp. – por. rez. Konstanty Ostrowski[7]por. rez. Marian Stanisław Wojak[23]
  - dowódca plutonu II/3 komp. – por. rez. Franciszek Czerwiński[7]ppor. rez. Jerzy Wiaźmin[23]
  - dowódca plutonu III/3 komp. – por. rez. Marian Wojak[7]por. rez. Walter Blank[23]

- dowódca kompanii ckm - por. Stanisław Brożek (od 24 VIII 1939[c])
  - dowódca I plutonu km – por. rez. mgr Feliks Morkowski († 28 IX 1939 Warszawa[24][25])
  - dowódca II plutonu km – ppor. rez. Stanisław Donaj[7](† 1940 Katyń[26])
  - dowódca III plutonu km – ppor. rez. Józef Góral († 27 IX 1939 Warszawa[27])
  - dowódca IV plutonu km – ppor. rez. Kazimierz Zaremba[7]
  - dowódca plutonu moździerzy – ppor. Jerzy Wiaźmin († 19 IX 1939 nad Bzurą)ppor. rez. Kazimierz Bronisław Zaremba[23]

- dowódca plutonu strzeleckiego? – ppor. rez. Zenon Maciejewski
- dowódca plutonu strzeleckiego?– ppor. rez. Pancierzyński